# Abu Maomé Aladil
Abu Maomé Abedalá Aladil (Abu Muhammad Abdallah al-Adil) foi califa almóada entre 1224 e 1227. Foi antecedido no trono por Abde Aluaide Almaclu (r. 1224) e sucedido por Iáia Almotácime (r. 1227–1229).

## Vida
Aladil era filho do califa Abu Iúçufe Iacube Almançor (r. 1184–1199). Em 1224, contestou a ascensão de Abde Aluaide Almaclu (r. 1224) e se elevou como califa. Em poucos meses expulsou e matou Almaclu, mas sua ascensão não foi reconhecida por Abu Zaíde, Abedalá e Abu Dabus ibne Maomé, todos descendentes de Abu Hafes Omar ibne Abde Almumine e sediados em Valência, no Alandalus. Nesse tempo as várias linhagens mumínidas (descendentes de Abde Almumine) guerrearam entre si apoiadas por diferentes facções da elite. Alguns inclusive procuraram assistência com os reinos cristãos do Alandalus como Abedalá ibne Maomé que, em reposta a ascensão de Aladil, partiu para Baeza buscando proteção do rei Fernando III (r. 1217–1252) e talvez se converteu ao cristianismo.
A Ifríquia, então parte do Califado Almóada, estava à época sob controle do haféssida Abu Zaíde Abederramão. Zaíde foi confrontado por Iáia ibne Gania e os locais, que ressentiam sua rigidez, obrigando Aladil a substituí-lo por outro haféssida, Abu Maomé Abedalá. Ele chegou em Túnis, capital da Ifríquia, em novembro de 1226, mas seu irmão Abu Zacaria Iáia chegou antes dele e começou a pacificar as tribos locais. Em setembro de 1227, Idris Almamune, irmão de Aladil e governador do Alandalus em seu nome, decidiu se rebelar e se declarar califa. No caos que se seguiu, Abu Zacaria se aliou ao rebelde, enquanto seu irmão Abedalá manteve-se leal a Aladil. Em 5 de outubro, Aladil foi assassinado em Marraquexe e foi sucedido por Iáia Almotácime.